# 威海经济技术开发区
威海经济技术开发区，俗称经区，是中华人民共和国山东省威海市环翠区境内的功能区，为1992年10月经国务院批准设立的国家级开发区。

## 地理
威海经济技术开发区总面积278.36平方公里，区内户籍人口18.6万，常住人口27.6万，2019年生产总值315.64亿元人民币，城镇和农村居民人均可支配收入达到50309元人民币和21480元人民币。
区内属北温带季风型大陆性气候，四季变化和季风进退较明显，与同纬度的内陆地区相比雨水丰沛、年温适中、气候温和。由于濒临黄海，受海洋的调节作用，呈现海洋性气候特点，春天冷、夏天凉、秋天暖、冬天温，昼夜温差小、无霜期长、大风多。
区内属缓坡丘陵区，山体多岩石裸露，土层覆盖较薄，山间谷地开阔，平原多为山前小平原、冲洪积小平原和滨海小平原。

## 历史
1992年邓小平南巡后，3月1日，威海市委副书记、副市长王大海签发市政府《关于进一步扩大对外开放的请示》报至山东省政府，建议将威海市划为北方经济特区。3月2到4日，山东省委、省政府召开全省对外开放工作会议，提出争取把威海办成经济特区。7日，威海市委副书记、副市长王大海到北京向国务院汇报工作，详细介绍威海发展优势，请求给予威海全方位对外开放的优惠政策。4月21日，中共中央政治局常委、国务院总理李鹏在钓鱼台国宾馆接见进京汇报工作的威海市委书记臧海强等人，李鹏对威海对外开放工作给予肯定，提出在威海设立经济技术开发区。5月9日，中共中央总书记、中央军委主席江泽民在中南海接见威海市党政领导及有关部门负责人，听取威海经济开放工作情况和设立开发区的构想。
7月5日，威海市委召开1992年第8次书记办公会议，决定设立威海经济技术开发区管理委员会。14日，威海市委批准设立威海经济技术开发区管理委员会、中共威海经济技术开发区委员会，内部机构为正县级。7月23日，江泽民到山东威海视察参观工作，对威海设立经济技术开发区的请求给予肯定。参观后，江泽民责成国务院特区办常务副主任胡光宝指导和协助威海建立经济技术开发区，要求山东省委、省政府和国务院特区办促进威海尽快设立经济技术开发区。
10月21日，国务院下发《关于设立威海经济技术开发区的批复》（国函〔1992〕162号），同意设立威海经济技术开发区，为国务院批准设立的第18个国家级经济技术开发区，实行沿海开放城市经济技术开发区关于生产性外商投资企业所得税减按15%的税率征收的政策，但不得援例沿海开放城市经济技术开发区的其他政策，北至长峰河，西至青岛路，南至凤林路，东至海埠路。12月8日，威海市委第48次常委会议议定，经区四至范围调整为：北以平度路为界，向南起步区。
1993年1月18日，威海市政府下发《关于将蒿泊街道划归威海经济技术开发区的通知》，将环翠区蒿泊街道成建制划归经区。2000年4月27日，国务院办公厅批准在经区内设立威海出口加工区。10月25日，海关总署下发《关于同意山东威海出口加工区进行封闭围网及卡口建设的批复》，同意威海市在经区内建立威海出口加工区。同年6月30日，市政府同意撤销蒿泊街道，在原蒿泊街道行政区域范围设立皇冠街道、凤林街道、西苑街道。2003年5月12日，市政府下发《关于将环翠区崮山镇、泊于镇划归威海经济技术开发区管理的通知》，决定将环翠区崮山镇、泊于镇成建制划归经区管理。2012年9月18日，中共威海市第十四届委员会第13次常委会议决定：将桥头镇划入威海经济技术开发区。

## 行政区划
威海经济技术开发区下辖3个街道办事处，3个镇：皇冠街道、凤林街道、西苑街道、崮山镇、泊于镇、桥头镇。